# Bob Martin (wioślarz)
Robert Doud "Bob" Martin (ur. 19 czerwca 1925 w Tacoma, zm. 18 października 2012 w Gig Harbor) – amerykański wioślarz i oficer, złoty medalista olimpijski
Wystąpił na igrzyskach olimpijskich w Londynie w 1948 roku, gdzie osada USA w składzie: Warren Westlund, Bob Martin, Bob Will, Gordy Giovanelli i Allen Morgan (sternik) wywalczyła złoty medal w czwórkach ze sternikiem. W finale o 3 sekundy pokonali Szwajcarów, a o 8,3 sekundy wyprzedzili Duńczyków. Był to jego jedyny start olimpijski.
Po rozpoczęciu II wojny światowej zaciągnął się do United States Navy. Służył na Pacyfiku, na okręcie USS LST-451. Brał między innymi udział w walkach o Saipan, Tinian, Leyte i zatokę Lingayen. Służbę zakończył w 1945 w stopniu porucznika marynarki.